# Schon wieder Henriette
Schon wieder Henriette ist eine österreichisch-deutsche Kriminalkomödie mit Christiane Hörbiger in der Hauptrolle aus dem Jahr 2013.

## Handlung
Henriette Frey ist eine renommierte Kunstrestauratorin und Witwe eines ehemaligen Oberkommissars der Wiener Mordkommission, den sie bei seinen Fällen unterstützt hatte. Nach langer Fernbeziehung zieht sie zu ihrem Freund, dem Musiker Ferdinand Sternheim, nach Krems. Obwohl sie sich eigentlich im Ruhestand befindet, richtet sie sich dort bald ein Atelier ein und begibt sich auf die Suche nach neuen Aufgaben.
Auf einer Ausstellung des jungen Malers Hubertus Krajcik lernt Henriette dessen Galeristen Hartmut Ille kennen, der sich für den nächsten Tag mit ihr verabredet. Während der Ausstellung kommt es zum Eklat, als Krajcik und seine ehemalige Geliebte Lena Setzlaff sich laut streiten, weil Krajcik eine neue Beziehung hat. Henriette bietet Lena an, bei ihr zu übernachten, was diese jedoch zunächst ablehnt.
Am nächsten Tag kommt Henriette in die Galerie und findet dort die Leiche von Krajcik, der zuerst eine nicht tödliche Kopfwunde erlitten hatte und dann über das Geländer im ersten Stock gefallen war. Henriette ruft die Polizei und schaut sich im Atelier Krajciks um. Dort findet sie die Jacke von Lena und Aktskizzen einer fremden Frau. Außerdem bemerkt sie, dass ein Laptop zu dem Beamer fehlt, mit dem offenbar Fotos an die Wand geworfen worden waren.
Als Chefinspektor Siegfried Anzengruber am Tatort eintrifft, stellt sich heraus, dass er und Henriette sich bereits kennen: Er ist der Geliebte ihrer Nachbarin Caroline Deckstein, die als Gerichtsmedizinerin in der Pathologie arbeitet. Zwischen Anzengruber und Henriette kommt es im weiteren Verlauf immer wieder zu Streitigkeiten, weil sie sich in die Ermittlungen einmischt, sich unerlaubt Zugang zum Tatort verschafft und seine Hauptverdächtige, Lena Setzlaff, unterstützt. Henriette ist von Lenas Unschuld überzeugt, obwohl diese vor der Polizei flüchtet und sie bei einem späteren Besuch bestiehlt. Als Alibi gibt Lena einen Obdachlosen an, über den sie nach einem späteren nächtlichen Besuch der Galerie gestolpert sei, nachdem Krajcik sie rausgeworfen habe.
Henriette trifft erneut den Galeristen Ille, der ihr und dem jungen Restaurator Jonas Kugler einen dringenden Restaurationsauftrag bei dem Kunstsammler Karl Zickler vermittelt. Jonas entpuppt sich als ehemaliger Bewerber eines Kurses von Henriette, den sie abgelehnt hatte, weil sie sein Talent eher bei der Malerei als der Restauration sieht. Deshalb zunächst verbittert, wird er jedoch bald zu Henriettes unfreiwilligem Ermittlungshelfer. Als die beiden Zickler besuchen, erkennt Henriette in Zicklers Frau das unbekannte Aktmodel Krajciks wieder. Unter einem Vorwand kehren Henriette und Jonas später in das Haus zurück, wo sie Fotos finden, die Krajcik von Zicklers Frau gemacht hat. Damit konfrontiert, gesteht Yvonne Zickler die Affäre, die sie aber ihrem Mann zuliebe beendet habe. Sie gibt dasselbe Alibi wie Lena an, woraus Henriette schließt, dass Lena sie belogen hat. Lena gibt zu, dass sie Krajcik in der Nacht seiner Ermordung im Streit niedergeschlagen und sich das Alibi nur von der vorher die Galerie verlassenden Yvonne Zickler abgeschaut hat.
Henriette glaubt, in der Galerie entscheidende Beweise zu finden. Als sie und Jonas dort eintreffen, steht das Gebäude jedoch in Flammen. Alle Bilder sind vernichtet. Ille kommt aus der Galerie gelaufen und beschuldigt Zickler des Mordes aus Eifersucht und der Brandstiftung, um ihn als möglichen Zeugen auszuschalten. Zickler, der sich noch in dem brennenden Gebäude befindet, wird von Jonas gerettet, stirbt jedoch an einem Herzinfarkt. Henriette ist von Illes Version nicht überzeugt und plant, ihn in eine Falle zu locken. Gemeinsam mit Lena geht sie zum Polizeikommissariat, um Inspektor Anzengruber in ihren Plan einzuweihen. Er lässt Henriette jedoch wegschicken.
Als die beiden Frauen Ille vor seiner Zeugenaussage treffen, erzählen sie ihm von einem angeblich noch erhaltenen, im Atelier versteckten Bild Krajciks. Henriette lässt Jonas ein Aktbild von Lena malen, das die beiden kurz darauf Ille in der zerstörten Galerie präsentieren. Ille wird wütend, zerbricht das Bild und gibt zu, dass er Krajcik getötet hat. Dieser war nur ein attraktiver junger Schauspieler, während die Werke von Ille selbst stammten. Dadurch erhoffte sich Ille den lange vergeblich angestrebten Durchbruch als Maler. Da Krajcik begann, ihn mit dem Betrug zu erpressen, brachte Ille ihn um, als er ihn von Lena niedergeschlagen in der Galerie gefunden hatte. Zickler, in der Galerie nach Fotos von seiner Frau suchend, kam Ille als Sündenbock für den Mord zupass. Deshalb setzte dieser die Galerie in Brand, was gleichzeitig mögliche Beweise für den Betrug vernichten sollte. Ille bedroht Henriette und Jonas mit einer Pistole und will sie beseitigen. Dies wird gerade noch rechtzeitig von Anzengruber verhindert, den Lena zwischenzeitlich über Henriettes Plan informiert hatte.

## Hintergrund
Schon wieder Henriette wurde von dem  österreichischen Unternehmen Mona Film in Zusammenarbeit mit dem ORF und der ARD Degeto produziert. Der Fernsehfonds Austria und das Land Niederösterreich unterstützten die Produktion. Der Fernsehfilm wurde anlässlich des bevorstehenden 75. Geburtstags der Hauptdarstellerin Christiane Hörbiger erstmals am 9. Oktober 2013 auf ORF 2 ausgestrahlt. Mit 719.000 Zuschauern war er an dem Abend der meistgesehene Film im österreichischen Fernsehen. Die Deutschlandpremiere fand am 19. Dezember 2013 im Ersten statt. Dabei erreichte der Film einen Marktanteil von 11,1 Prozent (3,55 Millionen Zuschauer) und war damit nach Der Bergdoktor die Sendung mit der zweithöchsten Quote des Tages.
Laut Produzent Thomas Hroch ist bei Erfolg eine Serie um die Hobby-Ermittlerin Henriette geplant, von der jährlich eine Folge ausgestrahlt werden soll.

## Kritiken
„Launiger Damenkrimi. Fans der Hörbiger können sich freuen.“

„Schon wieder Henriette wurde eine generationenübergreifend vergnügliche Produktion.“